# 王伟力
王伟力（1958年4月—），男，汉族，山东乳山人，中华人民共和国军事人物，中国人民解放军少将，曾任中共河南省委常委，河南省军区政治委员。